# David Opango
Ramadhani "David" Opango (* 19. März 1978) ist ein Fußballspieler aus Burundi. Er spielt auf der Position eines defensiven Mittelfeldspielers.
David Opango begann seine Karriere beim Fantastique FC in Burundi. Seit der Rückrunde der Saison 2006/07 spielt er als Verteidiger/Mittelfeldspieler beim FC Biel-Bienne in der 1. Liga.
| Personendaten    | Personendaten               |
| ---------------- | --------------------------- |
| NAME             | Opango, David               |
| ALTERNATIVNAMEN  | Opango, Ramadhani           |
| KURZBESCHREIBUNG | burundischer Fußballspieler |
| GEBURTSDATUM     | 19. März 1978               |